# Провулок Матроська Слобідка
Провулок Матроська Слобідка — провулок у місті Одеса, місцевість Матроська Слобідка. пролягає від Балківської вулиці до узвозу Ковалевського. Продовженням є узвіз Ковалевського до кінця забудови.

## Історія
Провулок виник у 1975-хх роках як провулок без назви. Сучасна назва з 2000-хх років.